# Cosmarium pseudatlantoideum
Cosmarium pseudatlantoideum  là một loài Song tinh tảo trong họ Desmidiaceae, thuộc chi Cosmarium.